# Ауман, Франц Йозеф
Франц Йозеф Ауман (нем. Franz Josef Aumann; род. 24 февраля 1728 года, Трайсмауэр — 30 марта 1797 года, Санкт-Флориан) — австрийский композитор.

## Биография
Франц Йозеф Ауман был сыном школьного учителя и органиста, который дал ему первые уроки музыки. Окончил иезуитскую школу в Вене. Пел в том же венском хоре, что и Иоганн Михаэль Гайдн и Иоганн Георг Альбрехтсбергер. Позднее часть его музыки ошибочно приписывали Гайдну. Однако его сатиру Missa Profana, высмеивающую заикание и плохое пение школьного учителя, когда-то приписывали Вольфгангу Амадею Моцарту.
В 1753 году поступил в августинский монастырь Святого Флориана, где и провёл остаток своей жизни. С 1755 года был регентом хора аббатства. В 1757 году рукоположен в священники. Уже при жизни Ауман приобрёл большую популярность как музыкант и своими многочисленными сочинениями оказал далеко идущее влияние на австрийскую церковную музыку. В своём творчестве он сочетал влияния венецианской и неаполитанской школ с местными австрийскими элементами. Оказал сильное влияние на Антона Брукнера, который во время обучения в монастыре Святого Флориана копировал его работы.
Ауман сочинил, в частности, 38 месс, 12 реквиемов, 29 псалмов, 25 магнификатов, 22 оффертория, 10 ектений, 8 респонсориев, 7 вечерний, 4 оратории, мотеты. Он также сочинял светскую музыку, в том числе 3 симфонии, 2 зингшпиля, 25 серенад, дивертисменты, партиты, каноны, песни.